# Kijevac (Surdulica)
Kijevac (em cirílico: Кијевац) é uma vila da Sérvia localizada no município de Surdulica, pertencente ao distrito de Pčinja. A sua população era de 99 habitantes segundo o censo de 2011.

## Demografia
| 1948 | 1953 | 1961 | 1971 | 1981 | 1991 | 2002 | 2011 |
| ---- | ---- | ---- | ---- | ---- | ---- | ---- | ---- |
| 954  | 1305 | 1100 | 718  | 427  | 318  | 183  | 99   |